# Handstand

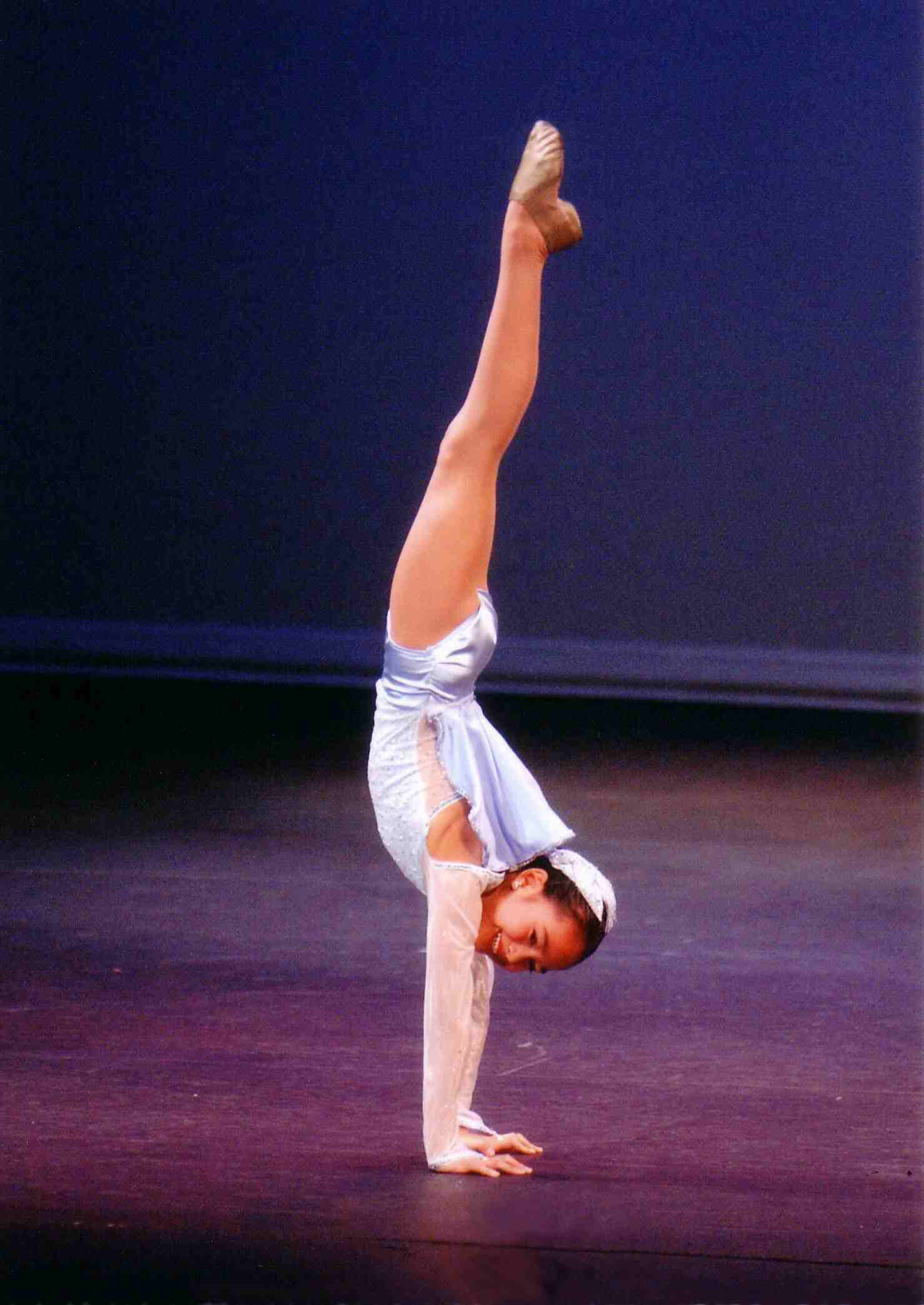
Acrodans handstand

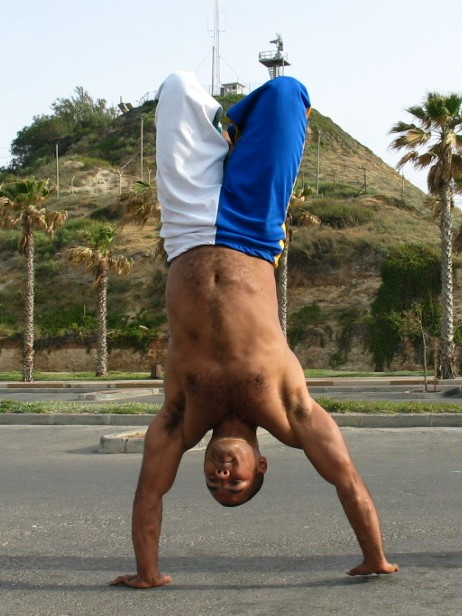
Capoeira handstand

Een handstand of handenstand is de positie waarin een mens geheel ondersteboven, namelijk op zijn handen staat. De armen zijn hierbij gestrekt langs het hoofd, en de benen steken recht de lucht in. De handstand wordt onder andere toegepast in het turnen, bij vechtsporten en als yoga-houding.

## Handstand in het turnen
Een handstand wordt in het turnen beschouwd als statisch element. Een goede handstand moet derhalve enkele seconden vastgehouden worden, zonder correcties van de handen of van de houding van het lichaam. In het turnen is de ideale handstand gestrekt, dus zonder holle rug, met het hoofd in het verlengde van het lichaam.

## Handstand in vechtsporten
Ook bij vechtsporten als capoeira wordt de handstand toegepast. Bij vechtsporten is de handstand een veel minder statische positie dan bij het turnen; een statische, volledig gestrekte houding is hier juist ongewenst.

## Handstand in dans
Ook in verschillende dansstijlen wordt er gebruikgemaakt van de handstand. Voornamelijk bij breakdance wordt dit veel gebruikt, voor bijvoorbeeld een 'freeze', springen en op 1 hand staan.

## Handstand in yoga
In hatha-yoga wordt deze houding 'Adho Mukha Vrksasana' genoemd. De letterlijke vertaling van deze term uit het Sanskriet is 'boomhouding (vrksasana) met het gezicht (mukha) omlaag (adho). Het is een yogahouding die niet veel wordt geoefend, mogelijk vanwege de moeilijkheidsgraad. Er zijn variaties op mogelijk zoals de lotushandstand en de eenarmige handstand.
De volgende werking wordt in de yoga-leer toegeschreven aan de handstand: het verbetert het geheugen en de concentratie, voedt gezichtshuid en haar, geeft verlichting aan orgaanverzakking en stimuleert de kruinchakra, ook wel de zevende chakra genoemd. Deze houding zou verder de bloedcirculatie verbeteren en de immuniteit stimuleren.